# Осада форта Тикондерога (1777)
Осада форта Тикондеро́га (англ. Siege of Fort Ticonderoga) произошла между 2 и 6 июля 1777 года и стала первым сражением Саратогской кампании американской Войны за независимость. Форт Тикондерога находился недалеко от южной оконечности озера Шамплейн в штате Нью-Йорк. Армия генерала Джона Бергойна подошла к форту с запада и востока, обнаружила неукреплённую высоту и подняла на неё орудия. Командир гарнизона Артур Сент-Клэр осознал, что не сможет выдержать штурм, и принял решение эвакуировать форт в ночь на 6 июля. Из-за поспешной эвакуации в форте было брошено много оружия и боеприпасов, орудия не успели привести в негодность. Британцы ожидали долгой и кровопролитной осады, но в итоге утром 6 июля они заняли форт без единого выстрела.
Сдача Тикондероги вызвала бурю негодования в американской общественности и в военных кругах, так как было широко распространено мнение о важности и почти неприступности форта. Генерал Сент-Клэр и командир Северного департамента генерал Филип Скайлер сурово критиковались Конгрессом. Обоих в конечном счете реабилитировали в военных судах, но их карьера пострадала. Скайлер был отстранён Конгрессом от командования ещё до суда, а Сент-Клэр до конца войны командовал только небольшими полевыми подразделениями.

## Предыстория
Форт Тикондерога был впервые захвачен американской армией 10 мая 1775 года, и тогда его орудия были переправлены к осаждённому Бостону, что в итоге и привело к капитуляции Бостона. Взятие Тикондероги открывало американской армии путь на север, в Канаду, и генералу Скайлеру было поручено подготовить такое вторжение. 25 августа 1775 года армия под командованием генерала Монтогомери начала наступление на Квебек, но в декабре была отброшена. В мае 1776 года на помощь Квебеку прибыли британские полки под командованием генерала Джона Бергойна и немецкие полки под командованием генерала Ридзеля. 6 июня 1776 года британская армия под командованием генерала Карлтона заняла Монреаль, а 4 октября начала наступление на форт Тикондерога. Ей удалось разбить американский флот на озере Шамплейн 11 октября (при Валькуре), но близилась зима, и генерал Карлтон решил свернуть кампанию. Это вызвало негодование у Джона Бергойна, который настаивал на захвате Тикондероги.
Бергойн вернулся в Квебек, откуда 9 ноября отплыл в Англию. 9 декабря он прибыл в Лондон, а 12 декабря встретился с королём Георгом III, изложил ему свой взгляд на предстоящую кампанию и сумел произвести на короля хорошее впечатление. Король утвердит его план наступления через озеро на форт, и велел поставить Бергойна во главе наступающего корпуса.
10 июня 1777 года Бергойн начал наступление от форта Сен-Жан на юг, рассчитывая захватить форт Тикондерога и в итоге выйти к Олбани, где соединиться с армиями генералов Хау и Сен-Легера. 18 июня армия была впервые полностью сконцентрирована у Камберленд-Хэд. 20 июня армия погрузилась на транспорты и переместилась по озеру на 50 миль южнее и встала лагерем у Букет-Ривер. Отсюда оставалось 45 миль до форта Тикондерога. В лагере Бергойн устроил смотр армии и отправил отчёт лорду Джермейну. Форт Тикондерога был уже близко, и Бергойн знал от шпионов, что в форте стоит гарнизон генерала Сент-Клера численностью 4500 человек.
В распоряжении Бергойна было 7000 человек, из которых 3000 были немцами. Эту армию Бергойн разделил на три корпуса: Передовой корпус, Правое крыло и Левое крыло. Передовым корпусом командовал Саймон Фрезер, этот корпус состоял из отборных рот и 24-го пехотного полка. Левое крыло состояло из немцев под командованием Фридриха Ридзеля, а Правое из британцев под командованием генерала Уильяма Филлипса.

### Подготовка к обороне
25 марта 1777 года Конгресс отправил генерала Горацио Гейтса в распоряжение Скайлера, предполагая, что Гейтс возглавит гарнизон Тикондероги. Но так как Скайлер в это время уехал в Филадельфию, то Гейтс остался в Олбани и стал неформально командиром Северного департамента, что внесло путаницу в управление департаментом и помешало его подготовке к обороне. Только 22 мая Конгресс признал Скайлера командующим департамента, оговорил границы департамента, и постановил, что Гейтс будет вторым по старшинству. Скайлер вернулся в Олбани 4 июня и обнаружил, что за время его отсутствия ничего не было сделано для подготовки к отражению британского наступления.
Форт Тикондерога стоял на основной линии коммуникации между Канадой и Нью-Йорком. Любая армия наступающая из Восточной Канады, должна была неизбежно пройти через форт или мимо него. Старый форт находился на высоте 193 фута (59 метров) от уровня моря, а гора Маунт-Индепенденс, где находились основные укрепления американской армии, имела высоту 306 футов (93 метра) от уровня моря и доминировала над старым фортом. Американцы построили так же укрепления к северо-западу от форта, около высоты Маунт-Хоуп. К юго-востоку от старого форта находилась высота Маунт-Дифайнс или Шугалоаф-Маунтин, настолько крутая, что на карте 1758 года она была помечена как «недоступная». Её высота составляла 260 метров от уровня моря. В июне 1777 года подниматься на эту гору надо было через густой подлесок и по крутым каменистым осыпям. В наше время туда ведёт дорога, длиной в километр, которая идёт с набором высоты 152 метра, поэтому даже сейчас подниматься по ней тяжело.
Всю весну 1777 года американцы совершенствовали укрепления форта. Главный инженер форта, полковник Идифун Болдуин, сосредоточил всё своё внимание на укреплении высоты Маунт-Хоуп и Маунт-Индепенденс. Для связи между этими высотами он построил деревянный мост и заграждение из брёвен и цепей, чтобы не дать британским кораблям прорваться в озеро южнее форта, к Скинсборо, где находились склады и верфь. Фортом командовал Энтони Уэйн, который в конце апреля сообщал, что заграждение полностью готово. 12 мая (когда Джон Паттерсон временно замещал Уэйна) в форт прибыл по поручению Горацио Гейтса молодой армейский инженер Тадеуш Костюшко, который проинспектировал построенные укрепления, и обнаружил, что доминирующая высота, Маунт-Дифайнс, не укреплена. Он лично поднялся на гору и рассудил, что орудия с этой горы смогут легко добить до всех укреплений. Многое другое, построенное Болдуином, Костюшко счёл бесполезным. Деревянный блокгауз, построенный для защиты водного заграждения, был бесполезен без тяжёлых орудий, а по правилам военной науки все заграждения должны прикрываться артиллерийским огнём. У Костюшко были свои предложения по исправлению укреплений, но звание не давало ему права вмешиваться, поэтому он решил дождаться приезда генерала Гейтса.
Депутаты Конгресса полагали, что Гейтсу надо находиться в форте. Генерал Уэйн был переведён в другое место, командиром форта назначили Артура Сент-Клера, но он ещё не прибыл и форт оставался без командира. Один из офицеров писал Гейтсу, что Болдуин игнорирует советы Костюшко, генералы Пур и Паттерсон некомпетентны, поэтому Гейтсу надо приехать хотя бы на несколько дней. Гейтс, находясь в Олбани, велел Болдуину прислушаться к рекомендациям Костюшко, но сам так и не приехал.
Сент-Клер получил назначение 1 апреля, но прибыл в форт только 12 июня. Изучив форт, Сент-Клер был встревожен его состоянием. Очень мало было сделано за зиму и весну, а британская армия уже начала наступление. Начались первые нападения индейцев. В начале июня командование Северным Департаментом принял Филип Скайлер, который 19 июня посетил форт и тоже остался недоволен его состоянием. 20 июня Скайлер собрал военный совет, который решил, что гарнизон слишком мал, поэтому надо оставить старый форт, укрепиться на Маунт-Индепенденс и держать там оборону до подхода подкреплений. Скайлер покинул форт 23 июня.

### Гарнизон форта
Гарнизон форта Тикондерога состоял из бригад Инека Пура, Джона Паттерсона и Роше де Фермой и насчитывал 4553 человека:
- Бригада Инека Пура
  - 1-й Нью-Гемпширский пехотный полк, полк. Джозеф Силли
  - 2-й Нью-Гемпширский пехотный полк, полк. Натан Хейл[англ.]
  - 3-й Нью-Гемпширский пехотный полк, полк. Александр Скеммель[англ.]
- Бригада Джона Паттерсона
  - 10-й Массачусетский пехотный полк, полк. Томас Маршалл
  - 11-й Массачусетский пехотный полк, полк. Эбенезер Френсис
  - 12-й Массачусетский пехотный полк, полк Самуэль Брювер
  - 14-й Массачусетский пехотный полк, полк. Гамалиэль Бредфорд
- Бригада Роше де Фермой
  - Континентальный полк полковника Сета Уорнера[англ.]
  - 8-й Массачусетский пехотный полк, полк. Майкл Джексон
  - Полк нью-гемпширского ополчения, полк. Пирс Лонг[англ.]
  - Полк массачусетского ополчения, полк. Леонард
  - Полк массачусетского ополчения, полк. Уэллс

## Осада
30 июня Передовой корпус Фрейзера подошёл на три мили к форту, а остальная армия следовала за ним. 1 июля генерал Бергойн расположил свою армию вокруг форта: крыло Филлипса подошло к крепости с западной стороны, а крыло Ридзеля с восточной. Британцы вошли в зону досягаемости огня орудий форта, и те начали обстрел, но без ощутимого результата. Индейцы захватили в плен нескольких американцев, которые рассказали, что гарнизон готов оказывать упорное сопротивление. 2 июля люди Филлипса подошли ближе и заняли высоту Маунт-Хоуп в 1000 метрах северо-западнее основного форта. Они атаковали ближайшую американскую позицию, убив одного офицера, четырёх рядовых и ранив 11 человек. Впоследствии стороны два дня вели артиллерийскую дуэль, но потери были незначительны.
В это время генерал Скайлер находился в Олбани, откуда писал письма генералу Вашингтону, в частности, он переслал ему письмо Сент-Клера от 25 июня, в котором генерал писал, что вынужден будет оставить старый форт и отступить на высоту Маунт-Индепенденс, хотя его наверняка выбьют и оттуда. Вашингтон, наконец, уступил его просьбам и направил к форту бригаду Джона Никсона. «Я не вижу причин полагать, — писал он, — что Тикондерога может попасть в руки врага в ближайшее время, даже если тот соберёт всю свою армию». Вашингтон даже надеялся, что Сент-Клер сможет контратаковать, если подвернётся подходящий момент.
Заняв Маунт-Хоуп, британцы два дня прорубали просеки в лесах, соединяя дорогами свои посты. Бергойн надеялся полностью окружить форт и не позволить его гарнизону уйти. В свою очередь Сент-Клер почувствовал себя увереннее: британская армия оказалась не так велика, как он предполагал. Соотношение сил было таким, что вполне позволяло держать оборону. Если бы Сент-Клер отступил на восточный берег озера в укрепления на горе Маунт-Индепенденс, как было решено на совете 20 июня, и разрушил бы мосты, то Бергойну пришлось бы перебрасывать всю свою армию через озеро и размещать её среди густых лесов и болот, на что ушло бы много времени. Это позволило бы американцам продержаться достаточно долго, на что Вашингтон и рассчитывал. Но Сент-Клер остался в форте.
С высоты горы Маунт-Хоуп Бергойн, Фрезер, Филлипс и инженер Твисс заметили склоны горы Маунт-Дифайнс, и сразу же поняли, что это ключ к форту. По словам Фрезера, эта высота «как будто господствовала надо всем». Британские офицеры поняли то, что давно понимали Гейтс и Костюшко: с этой высоты можно не только простреливать форт и укрепления на Маунт-Индепенденс, но и наблюдать за всеми перемещениями в укреплениях. Фрезер сразу же отправил 40 лёгких пехотинцев и отряд индейцев на разведку. Получив их отчёт он сам отправится на рекогносцировку с инженером Твиссом. На горе один из индейцев сказал, что великий отец солнца вероятно, недавно создал эту гору, раз никто ещё не додумался её занять. Фрезер сообщил Бергойну, что вполне возможно, хотя и нелегко, прорубить дорогу через лес на гору и поднять туда орудия. Бергойн поручил это задание Филлипсу, который был выпускником вулвичской инженерной школы и хорошо представлял себе задачу. Считается, что один из штабных офицеров сказал, что только горный козёл сможет забраться на эту гору, на что Филлипс ответил: «Там, где может пройти козёл, сможет пройти и человек. А где сможет пройти человек, он сможет пронести ружьё».
С утра 4 июля (в годовщину независимости США) британские солдаты под присмотром лейтенанта Твисса прокладывали дорогу через леса и к вечеру провели её до самой вершины. 5 июля им удалось поднять на гору два 12-фунтовых орудия. Британцы были удивлены, что противник так легко уступил им эту гору, с которой простреливались все американские корабли у форта, и которая позволяла перерезать сообщения между Тикондерогой и укреплениями на горе Маунт-Индепенденс. Появление британцев на горе удивило и американцев. Все знали, что гору надо было укрепить и не понимали, почему этого не было сделано. Врач Джеймс Тачер записал в своём дневнике: «Положение нашего гарнизона выглядит критическим и тревожным; теперь всего несколько дней решат нашу судьбу. Есть основания ожидать самых печальных последствий от появления их батарей на Шугалоаф-Хилл». Американцы попытались сбить батарею артиллерийским огнём, но им не удалось поднять стволы орудий достаточно высоко. Кто-то предложил отбить гору штурмом, но Сент-Клер не стал ничего предпринимать. Наблюдая за противником, Бергойн пришёл к выводу, что среди американцев нет хороших специалистов военного дела.
Появление британских орудий на Маунт-Дифайнс надломило решительность Сент-Клера. Он созвал военный совет в том же составе, что и 20 июня, и было решено, что теперь вся американская позиция простреливается огнём артиллерии, штурм с востока и запада неминуем, а сил для обороны недостаточно, поэтому форт будет оставлен, войска ночью отойдут в укрепления на Майнт-Индепенденс, а на рассвете 6 июля уйдут в Скинсборо. Совет завершился в 15:00, офицеры форта узнали о его решении только в 19:00, и времени оставалось так мало, что многие орудия, запасы боеприпасов и продовольствия не успели вывезти. В 03:00 несколько кораблей эвакуировали из форта больных, женщин, орудия и часть провизии. Остальная армия под командованием Сент-Клера отправилась по суше, при этом дисциплина начала рушиться, арьергард сформирован не был, плавучий мост разобрать не успели. Армия отступала без всякого порядка, и её отход всё больше напоминал бегство.

## Последствия
В 3 часа ночи Фрезер узнал от дезертира об эвакуации форта и подошёл к американским укреплениям. Они были покинуты, и люди Фрезера заняли их без единого выстрела. В укреплениях были захвачены 44 орудия, в основном 12-фунтовые и 18-фунтовые, которые были почти полностью пригодны к использованию. Американцы так же бросили несколько тысяч мушкетов, что особенно удивило их противника. Плавучий мост был сразу же разобран, чтобы дать проход кораблям; впоследствии американцы были потрясены тем, что мост удалось разобрать всего за час. Уже в 08:00 британские корабли отправились в погоню за противником.
Сент-Клер отступал через Каслтон на Скинсборо, на соединение с теми, кто был эвакуирован по воде, но британцы начали преследование гораздо раньше, чем он ожидал. Сент-Клер был уверен, что оторвался от противника, поэтому сделал остановку в 20 милях от форта, у селения Хаббардтон. 7 июля в 05:00 Фрезер атаковал его арьергард и началось сражение при Хаббардтоне: американцы были сброшены с высоты Монумент-Хилл, но отступили на другую высоту. Полковник Фрэнсис попытался обойти левый фланг противника, успешно оттеснил 24-й пехотный, но в 08:30 подошли передовые отряды Ридзеля, и американцы начали отступать, а затем их отступление превратилось в бегство. Американцы потеряли убитыми 130 человек, в том числе полковника Фрэнсиса, и более 200 пленными, в их числе полковника Хейла. Британцы потеряли 150 человек. Фрейзер и Ридзель решили не продолжать преследование. Отступающий от форта американский флот в 15:00 прибыл в Скинсборо, не подозревая, что британский флот уже нагоняет. Бергойн высадил на сушу три полка, которые подошли к городку одновременно с кораблями. Перестрелка длилась всего 30 минут, но стала унизительным поражением для американцев. Три американских корабля были уничтожены, остальные корабли захвачены со всем своим грузом. Британцам досталось 28 орудий.
Падение Тикондероги оставило без защиты республику Вермонт. Агенты Бергойна давно вели там пропаганду в пользу Англии, и теперь у вермонтцев почти не осталось выбора. Некоторые покинули свои дома, но многие признали власть короля. Вермонтские беженцы сеяли панику в селениях Новой Англии, и многие там поверили, что Бергойн движется именно в их сторону. Даже Вашингтон верил в то, что Новая Англия теперь в опасности. Скайлер должен был сделать что-то, чтобы помочь колонистам северных штатов: он отправил в вермонтский Манчестер отряд ополченцев, известный как «Green Mountain Boys», чтобы прикрыть население от рейдов противника.
В штате Нью-Йорк теперь 5 округов были в руках англичан, ещё три остались без контроля и управления, округа Орандж, Ульстер и Датчесс уже выслали ополченцев для охраны реки Гудзон, округ Вустер был почти захвачен противником, и только ресурсы округов Трайон и Олбани были доступны, хотя в Трайоне почти все ополченцы готовились идти отражать наступление Сент-Леджера на форт Стенуикс.
Утрата форта сделала неизбежной отставку генерала Скайлера с поста командира Северного Департамента. 26 июля в Конгрессе было зачитано письмо Скайлера к Вашингтону от 22 июля, где Скайлер описывал критическое состояние его армии. Это письмо сильно повредило его репутации. Его сторонники утверждали, что он не виноват в потере форта, поскольку не присутствовал там в момент эвакуации, на что Самуэль Адамс возразил, что как раз Скайлеру надо было там быть, но он так и не появился лично проинспектировать форт. Депутаты от Новой Англии требовали его отставки, а депутаты от штата Нью-Йорк возражали им. 29 июля Конгресс постановил провести следствие по делу эвакуации форта, а 1 августа постановил сместить с должности Скайлера и Сент-Клэра. Скайлер отчасти был сам виноват в том, что создал имидж деморализованного, депрессивного и пессимистичного командира. Его письма были пропитаны духом пораженчества.
Вашингтон всячески старался ободрить Скайлера. Гамильтон в те дни писал (вероятно, отражая настроение Вашингтона), что никогда не терял веру в Скайлера. Он писал, что в самые трудные дни не замечал паники среди солдат Северного Департамента, «а паника в любой армии, — писал Гамильтон, — обычно отражение настроения её командира».
3 августа Конгресс поручил Вашингтону назначить другого командира, но тот уклонился от этого. Наиболее вероятным преемником был Горацио Гейтс, а Вашингтон недолюбливал Гейтса и не хотел быть причастным к его назначению. 4 августа Конгресс назначил Гейтса командиром департамента, и Вашингтон в тот же день сообщил Гейтсу решение Конгресса. Скайлер узнал о смещении 13 августа и эта новость сильно его расстроила. Он много сделал для обороны штата и ему не хотелось покидать армию накануне решающего сражения.

### Влияние на общественное мнение в Америке
Американские газеты почти единогласно пришли к мнению, что Тикондерога была потеряна из-за небрежности командующего или даже из-за предательства. Почти все были уверены, что при обычных обстоятельствах британцы не смогли бы взять форт. Некоторые газеты придерживались оптимистичной позиции: Providence Gazette and Country Journal писала, что у штатов ещё достаточно ресурсов и ход кампании ещё можно повернуть в благоприятную сторону. Конгресс был особенно возмущён потерей, поскольку ранее Сент-Клер писал, что положение форта вполне надёжно. Самуэль Адамс считал, что причина в том, что Северным департаментом командовал Скайлер, и полагал, что падение форта станет хорошим поводом для назначения на эту должность Горацио Гейтса. Общество валило всю вину на Сент-Клера, и даже офицеры павшего форта писали домой, что форт мог бы продержаться несколько недель.
13 июля Александр Гамильтон, находившийся в штабе Континентальной армии, написал, что не стоит переживать по поводу этой неудачи. Он верил, что Бергойн ещё может совершить ошибки, которые приведут его к разгрому. Аналогично и Джон Адамс, который сначала был взбешён потерей форта, впоследствии взял себя в руки и написал жене (19 августа), что не станет выносить суждения, пока не узнает всех фактов.

Я полагаю, Гейтса усилят настолько, что Бергойн будет вынужден отступить. Он остановится в Тикондероге, я думаю, ибо они умеют удержать пост, в отличие от нас. Думаю, мы никогда не удержим поста, если не расстреляем генерала. Тогда удержим, и до этого уже недалеко, по моему мнению. Ни один пост не должен быть оставлен без следствия, и ни один офицер не должен уйти от трибунала. Хватит заниматься ерундой.
Оригинальный текст (англ.)– I presume Gates will be so supported that Burgoingne will be obliged to retreat. He will stop at Ticonderoga I suppose for they can maintain Posts, altho We cannot. I think We shall never defend a Post, untill We shoot a General. After that We shall defend Posts, and this Event in my Opinion is not far off. No other Fort will ever be evacuated without an Enquiry, nor any Officer come off without a Court Martial. We must trifle no more.
— Letter from John Adams to Abigail Adams, 19 August 1777

### Влияние на общественное мнение в Европе
Конгресс опасался, что потеря форта, и сами обстоятельства его потери могут иметь тяжёлые дипломатические последствия. Штаты уже вели переговоры с европейскими державами о помощи, и для этих переговоров им необходимы были военные успехи. Чтобы склонить Францию на свою сторону, надо было показать, что Америка может победить в этой войне. Поэтому комитет Конгресса по иностранным делам с большой неохотой сообщил своей делегации в Париже, что форт потерян по различным причинам. Американской делегацией с декабря 1776 года руководил Бенджамин Франклин. Ему удалось произвести хорошее впечатление на французское общество и он уже готовил договор о союзе Америки с Францией, и новости о падении форта могли разрушить все его планы. Но французский министр иностранных дел, граф де Верженн, отреагировал на удивление спокойно. Послу в Англии он написал, что новость наверняка произведёт сенсацию в Англии, но рано делать выводы, и стоит подождать продолжения кампании. Взятие форта ничего не даст Бергойну, писал министр, если тот не сумеет грамотно воспользоваться этой победой. Если он не начнёт стремительно наступать, взятие форта не станет такой большой потерей, как думают американцы, и таким большим успехом, как думают англичане.
Британское правительство уже знало, что американцы ведут переговоры с французами, поэтому для них удачное взятие форта стало гарантией того, что Франция не вступит в войну. Британский посол во Франции, Дэвид Мюррей, первым сообщил Верженну о британской победе. Но реакция Верженна была не совсем той, какую ожидало британское правительство: он ответил, что это может быть незначительным событием, если генерал Хау не поддержит Бергойна. Реакция британского правительства была гораздо более эмоциональной. 23 августа лорд Джермейн получил письмо Бергойна от 11 июля с новостями о падении форта и сразу же уведомил о победе короля. Это произвело такое впечатление на Георга III, что он сразу же вбежал в покои королевы в Букингемском дворце с криком: «Я разбил их! Я разбил американцев!». Позже король сказал, что эта победа поможет Бергойну быстро взять Олбани, и «Вашингтон окажется в очень неприятном положении». Джермейн сразу же опубликовал письмо Бергойна в The London Gazette. Писатель Хорас Уолпол иронически сравнил это письмо с Илиадой и заметил, что одержанная победа в любом случае потребует много усилий для удержания завоёванного. В отличие от Уолпола, общественное мнение Англии было настроено оптимистично и многие были уверены, что конец войны теперь близок.